# De Poel (molen)
De Poel is een korenmolen in Nisse in de Nederlandse provincie Zeeland.
De molen werd in 1752 gebouwd en bleef tot 1797 eigendom van de Ambachtsheren van Nisse. Daarna is de molen diverse malen van eigenaar gewisseld. De huidige eigenaar is de gemeente Borsele. De molen is tot 1949 op windkracht in bedrijf gebleven. In 1980 en 1981 werd een ingrijpende restauratie uitgevoerd. Sindsdien stelt een vrijwllig molenaar de molen regelmatig in bedrijf.
De roeden van de molen zijn 18,75 meter lang en zijn uitgerust met het Oudhollands hekwerk en zeilen. De molen is ingericht met twee koppels maalstenen.